# Stjärnorna tindrar och lyser
Stjärnorna tindrar och lyser är en psalm med text skriven 1991 av Svein Ellingsen och är översatt till svenska 1991 av Jan Arvid Hellström. Musiken är skriven 1992 av Bert Månson

## Publicerad som
- Nr 885 i Psalmer i 90-talet under rubriken "Tillsammans på jorden".